# 亨利鎮區 (愛荷華州范布倫縣)
亨利鎮區（英語：Henry Township）是位於美國愛荷華州范布倫縣的一個行政鎮區。

## 地方資料
根據2010年美國人口普查的數據，亨利鎮區的面積為48.87平方千米，當中陸地面積為47.78平方千米，而水域面積為1.09平方千米。當地共有人口164人，而人口密度為每平方千米3.36人。